# 共和橋
共和橋（きょうわばし）は、埼玉県八潮市二丁目と三郷市彦江の間を流れる中川に架かる首都高速6号三郷線、および埼玉県道116号八潮三郷線の道路橋である。橋の右岸側は、八潮市木曽根の区域に掛かる。

## 概要
中川の河口からおよそ23.7 kmの地点に架かる総延長515.86メートルの12径間の鋼単純合成鈑桁橋である。幅員は一般部（一般道路）は14.2メートル（上下線とも車道5メートル、歩道2メートル）で自動車専用部（自動車専用道路）の幅員は不明である。最大支間長は48.0メートルである。一般部の上り線のみ前後のコンクリート橋（八潮方1径間、三郷方3径間）と接続する。

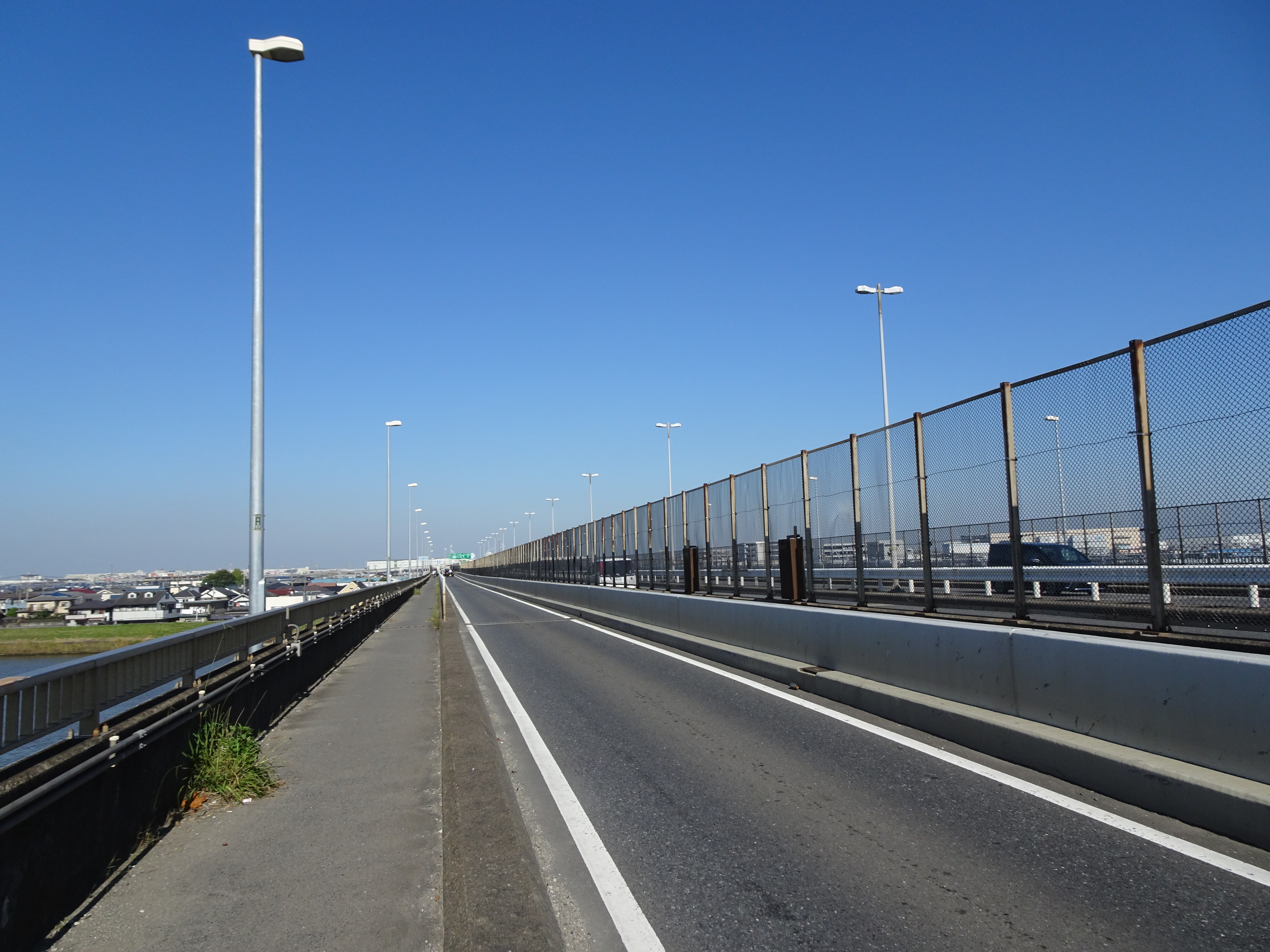
共和橋の一般部。柵の奥が自動車専用部。

自動車専用部は片側2車線で、首都高速6号三郷線として供用されている。上下線の間は中央分離帯とガードレールで隔てられている。その両側は連続高架橋と接続され、連続した橋となっている。一般部との間に背の高い柵がある。
一般部は「高速6号左右橋」の別名を持ち、片側1車線で自動車専用部を挟んで上下線に分かれ、県道として供用されている。一般部の両詰は地平に降りる斜路となっている。歩道は上流側と下流側の一般部の外側にそれぞれ設けられている。歩道には地上に降りる階段が4箇所設けられている。車道と歩道の間に縁石と柵があるが、歩道と共有する形で4箇所非常駐車帯が設けられ、その箇所には縁石が低くなっており柵がない。また、埼玉県の第一次特定緊急輸送道路（自動車専用部）および第二次緊急輸送道路（一般部）に指定されている。管理者は自動車専用部は首都高速道路株式会社、一般部は埼玉県である。
橋を通る公共交通（路線バス）は無い。右岸は東武バスの「上二丁目」バス停留所、左岸は埼玉観光の「彦沢一丁目南」バス停留所が最寄の停留所となる。
渋滞の緩和がこの橋の今後の課題である。

## 歴史

### 彦江の渡し
橋が架けられる前は「彦江の渡し」と称される渡船場が概ね旧橋と同じ位置にあり、二丁目村と彦江村を結んでいた。渡し船はいつから存在していたかは定かではないが、『武蔵国郡村誌』や『新編武蔵風土記稿』にも記されていることから、江戸期（幕末）までには既に存在していたと考えられる。農耕用の作場渡しで、通行料は一人三厘、牛馬は七厘五毛であった。また、渡船場付近の右岸には成立年代は定かではないが「二丁目河岸」があり、やや下流の左岸には「花和田河岸」もそれぞれ1955年（昭和30年）頃まで存在していた。橋の開通に伴ない渡船場は廃止された。

### 木造橋時代

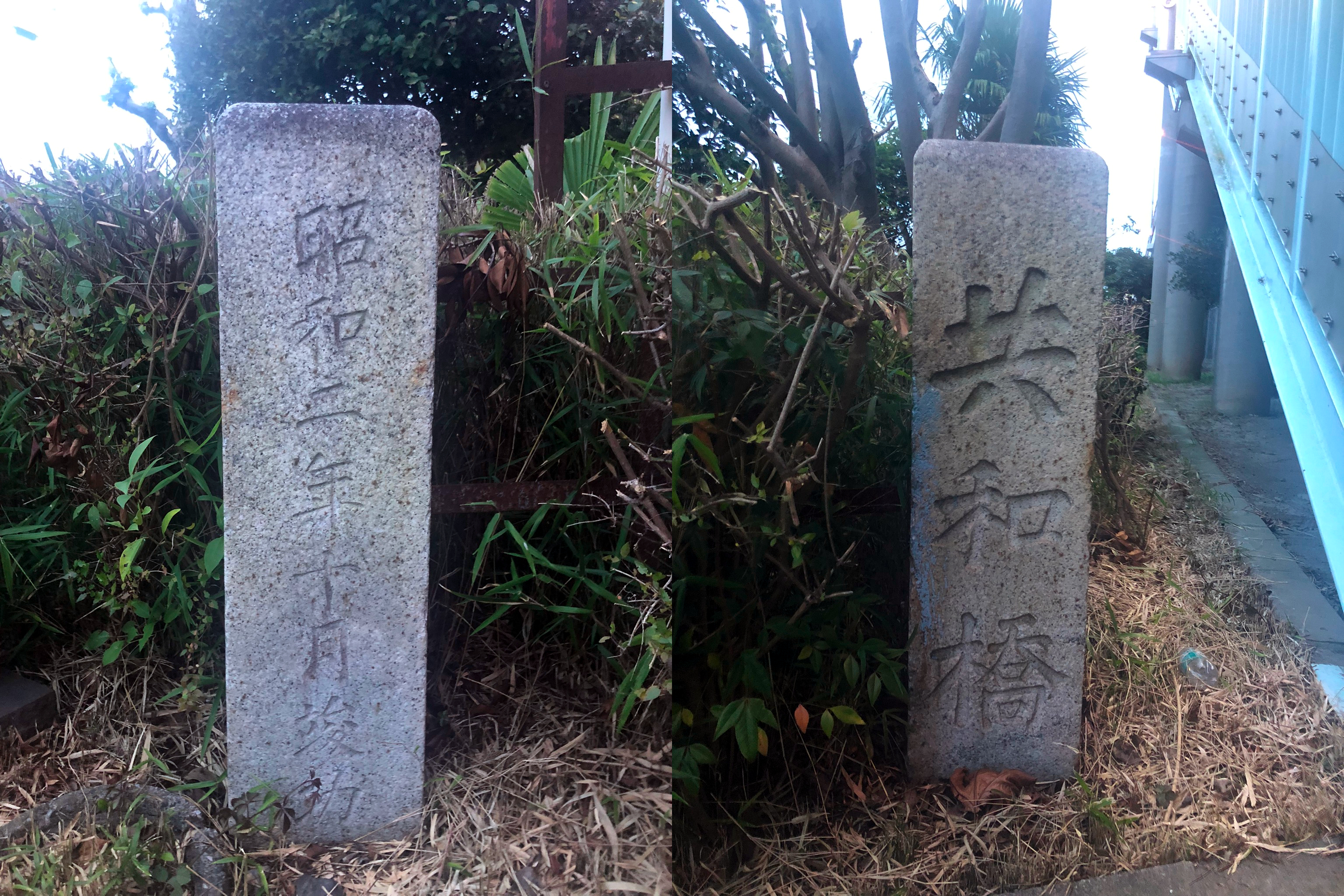
初代木造橋の銘板

橋は共和橋架橋組合によって1927年（昭和2年）9月に初めて架設された。総工費は約15,000円であった。渡り初めも行われた。今日の潮止通りの延長線上にあった。橋長と幅員は不明である。木造の賃取橋で通行料は架設当初は大人2銭であったが、後に大人3円に改定された。通行料は橋の維持修繕に充てられていた。架設当初は潮止村と彦成村を結ぶ橋であったが、所謂昭和の大合併により1956年（昭和31年）9月28日に潮止村が八潮村に、同年9月30日に彦成村が三郷村にそれぞれ発足した。
1968年（昭和43年）橋が架け替えられた。先代同様の木造橋である。人道橋で歩行者と自転車等のみ通行可能であった。これも規模（橋長および幅員）は不明である。同年6月には通行料が無料化された。木造橋なので老朽化が早く、1975年（昭和50年）にも橋の架け替えが行われた。

### 1981年の橋
橋は首都高速道足立・三郷線街路事業の一環として1976年（昭和51年）9月2日より事業着手され、少し下流側の位置に「新共和橋」として永久橋が架設され、1981年（昭和56年）4月に竣工された。総工費は22億円であった。現在はこの新共和橋を共和橋と呼ぶ。開通式は両市主催で4月10日10時に雨天の中挙行され、テープカットや渡り初めが行なわれた。橋は同日11時より供用を開始した。旧橋は新橋の開通後に廃止され撤去された。自動車専用部は当時はまだ開通しておらず、1985年（昭和60年）1月24日の首都高速6号三郷線の開通と共に供用を開始している。

## 周辺
橋の東側を東京都道・埼玉県道67号葛飾吉川松伏線が通り、橋と同名の「共和橋（下）」交差点もあるが、橋とは交差のみで直接繋がっていない。
- 中川やしおフラワーパーク
- 八潮木曽根郵便局
- ちくみ幼稚園
- 彦江集会所
- 彦江神社
- 香取神社
- 来迎寺
- 円能寺
- 密乗院
- 彦次郎排水樋管 - 河川工作物。左岸23.5 km付近に所在[26]。

## 隣の橋
- 中川

（上流） - 八条橋 - 潮郷橋 - 共和橋 - 中川橋梁 - 新中川橋 - （下流）